# بري أشي
بري أشي هي قرية في مقاطعة سردشت، إيران. عدد سكان هذه القرية هو 15 في سنة 2006.